# 李蒸
李蒸（1895年5月22日—1975年2月2日），字云亭，河北省滦县王輦莊人，中国教育家、学者、社会活动家。为民国时期北京师范大学历任校长中任职时间最长的一位。以“民族之托命在教育”的强烈使命感，立足并深耕师范教育园地，为国家师范教育、民众教育、西北地区教育事业的发展做出了贡献。

## 生平
1927年获哥伦比亚大学乡村教育领域哲学博士。1932年至1945年任北平师范大学校长。
民國37年（1948年）在北平市選區當選第一屆立法委員。